# Almir Ernani
Almir Ernani de Souza (Rio de Janeiro, 07 de março de 1962), mais conhecido como Ernani, é um futebolista brasileiro.
Atuando como meio-campista e meia-atacante, Ernani foi revelado pelo Vasco da Gama, jogando ao lado de craques como Roberto Dinamite na conquista do Supercampeonato Carioca de 1982.
Foi um jogador habilidoso e também teve passagens por outros clubes como Santos, Athletico Paranaense, Figueirense, Ponte Preta e Cruzeiro, no qual participou do elenco campeão mineiro em 1987.  Teve seu futuro um pouco prejudicado no futebol por causa do temperamento. Despontou como uma grande promessa no time de São Januário
Oriundo da Usina de Talentos, na Comunidade da Cruzada de São Sebastião, no Rio, entre Ipanema e Leblon. Naquela favela de cimento armado, também foram revelados outros craques, como Rui Rei, Antunes, Adílio,  Júlio César Urigueller e Paulinho Pereira. Todos costumavam jogar bola também na Praia do Pinto.
Quando tinha nove anos de idade, Almir Ernani saía de porta em porta de clube da chique zona sul carioca, pedindo para ganhar alguns trocados como apanhador de bolas. Tudo o que conseguia, entregava à mãe. Aos 11 anos, bateu à porta da escolinha de futebol do Flamengo. Em 1974/75, o garoto já comemorava dois títulos pelo time “dente-de-leite”. Mesmo assim, não ficou pela Gávea. Um amigo o levou para treinar com o professor Ademar Braga, no Vasco da Gama e morou em São Januário no período do juniores. No Vasco chegou, emplacou e foi campeão júnior em 1981, no ano seguinte, já estava na seleção carioca da categoria e estreando no time principal, diante do Volta Redonda e em 1983 na Seleção Brasileira de Novos.

## Títulos
Vasco Sub-20 (Juniores)
- Torneio Octávio Pinto Guimarães: 1981
- Campeonato Carioca: 1981

Vasco da Gama
- Campeonato Carioca: 1982
- Torneio de Metz (França): 1989
- Torneio de Verão do Uruguai: 1982
- Torneio João Castelo-MA: 1982

Bangu
- Copa do Presidente da Coreia do Sul de 1984

Athletico-PR
- Campeonato Paranaense: 1985

Cruzeiro
- Campeonato Mineiro: 1987
- Troféu Cidade de Pamplona (Espanha): 1986

Seleção Brasileira
- Torneio Internacional de Toulon: 1983